# Будинок Абрамсона
Будинок Абрамсона — будівля в Одесі, побудована в 1852 році за проєктом архітектора Івана Козлова. Розташована в історичній частині міста, неподалік оперного театру та філармонії за адресою вулиця Ніни Строкатої, № 19.
З 1888 року, із дня свого народження, по 1921 рік у цьому будинку проживав Леонід Петрович Гроссман, російський радянський письменник і літературознавець, професор. На згадку про це на будинку є меморіальна дошка.
У ХХІ ст. у будівлі розташовувався готель «Айвазовський».